# Kabaré (színházi produkció)

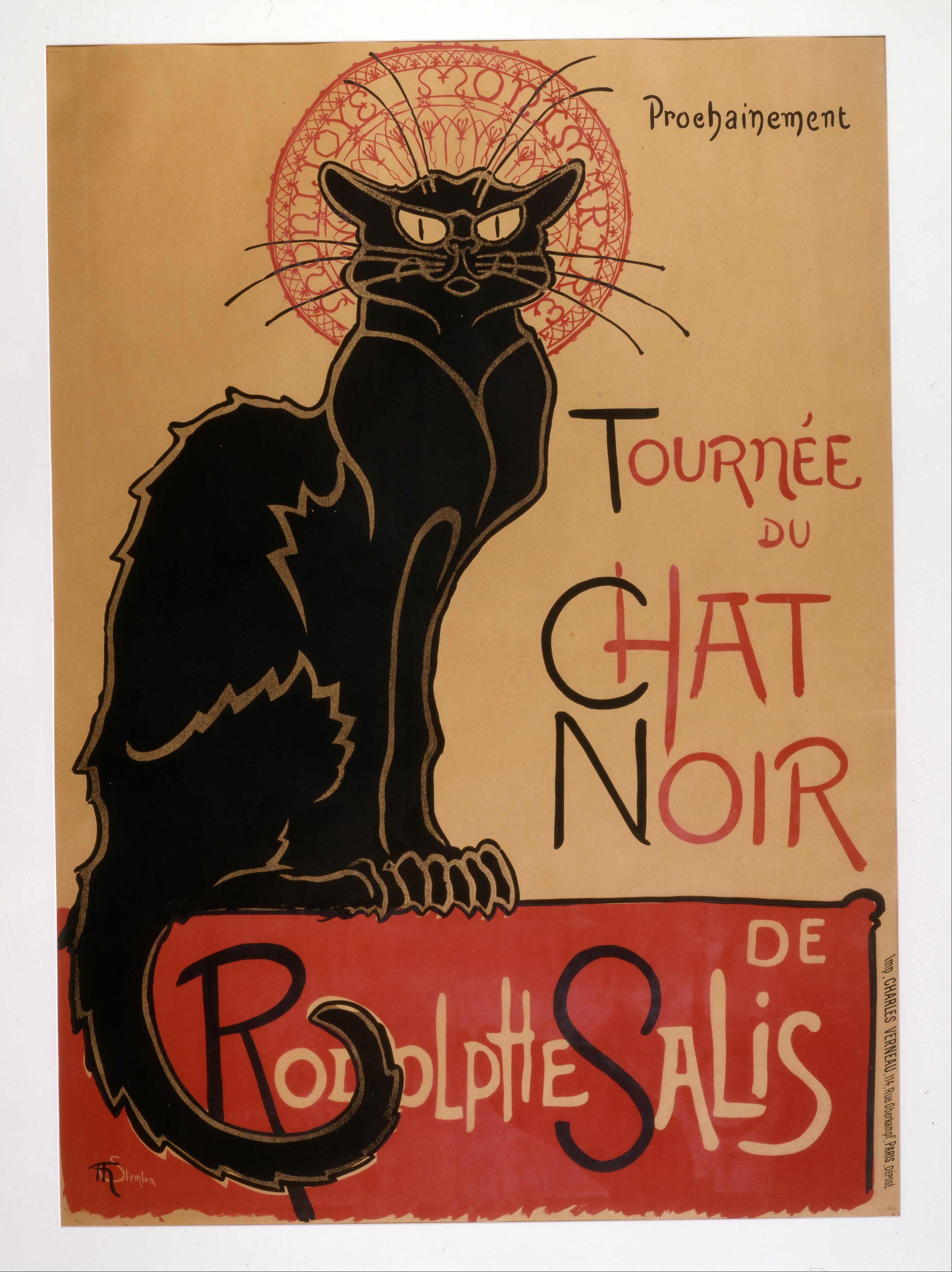
Théophile-Alexandre Steinlen plakátja 1896-ból

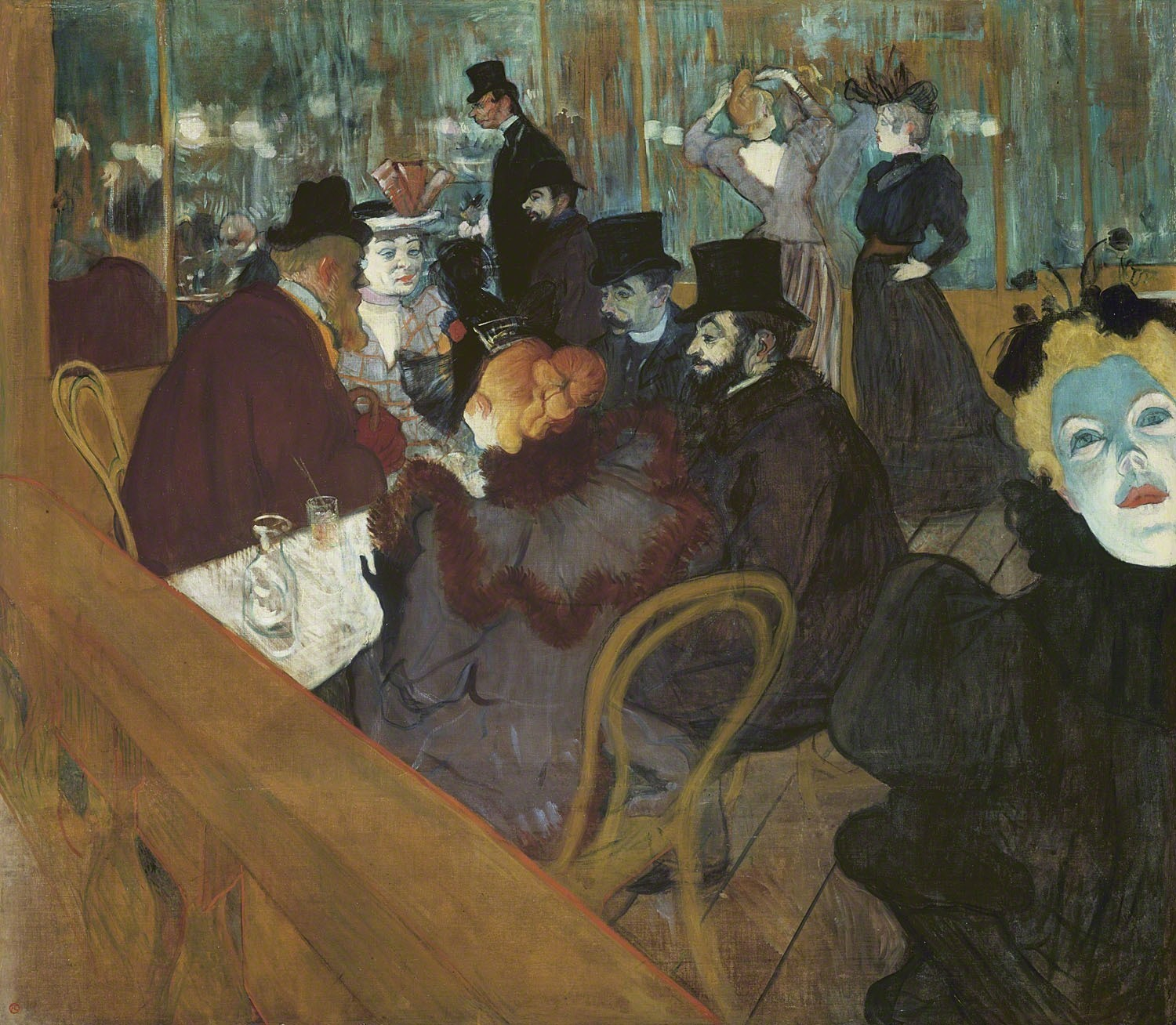
Lautrec: Moulin Rouge; 1892

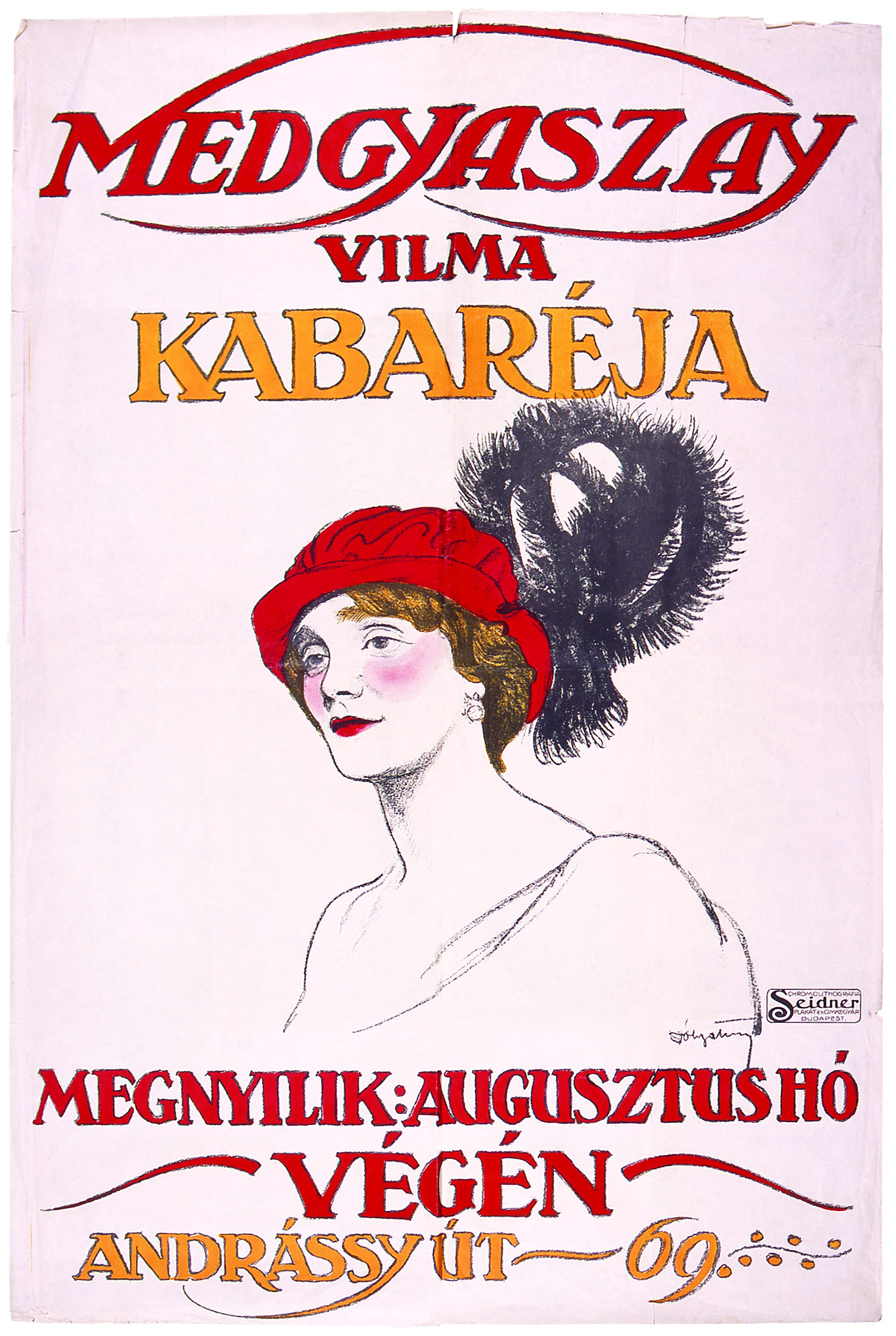

A kabaré – sajátos szórakoztató színház, Franciaországból ered. Lényege egy olyan színházi produkció, melyet általában kis színháztermekben, kávéházakban, akár kocsmákban adnak elő szatirikus, humoros, szórakoztató prózai és verses-dalos elemekből lazán összefűzve.
A kabaré francia szó: cabaret, kocsma, csapszék jelentéssel, és eredetileg egy hidegtál, az „hors d'oeuvre” felszolgálását is jelentette.
A kabaré műfaja a színház, a show-varieté és a közéleti politikum iránti mértéktelen szenvedélyből fogant.
A szórakoztató színpadon előzménye a vaudeville; hasonló szellemű populáris látványosságok már a középkorban is voltak (a kabaré sem a semmiből lett).
A mai értelemben vett kabaré a 19. század legvégén Párizsban jött létre, azonnal népszerű lett, és rövidesen elterjedt egész Európában.
A kabaré-előadásokban a jeleneteket, magánszámokat, kuplékat, sanzonokat, különböző stílusú és hangulatú műsorszámokat a konferanszié (francia: conférencier) előadása, monológja köti össze. A kabaréra jellemző a mindenkori jelenre vonatkozó aktualitás, és a rögtönzés is fontos szerepet kap.
Minden országnak megvan a maga sajátos kabaréja. Angolszász nyelvterületen például a music-hall, a varieté kabaré-műfajú, és az orosz esztrád is kabaré tulajdonképpen.
Mivel legfőbb eszköze a szöveg, nagyon hamar megjelent a rádiókban is. A Magyar Rádióban évtizedeken keresztül az egyik legnépszerűbb műsor a Rádiókabaré volt. Ugyanezen okból a televízió csatornák minden próbálkozása ellenére a hagyományos kabaré a képernyőn nehezen tud meggyökeresedni. A kabaréból eredeztethető tévéműsorok és a stand-up comedy műfaja azonban működőképesek szerte a világon.

## A kabaré születése

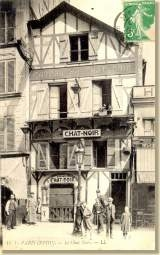
Chat noir, 12 Rue Victor-Masse, (1906-os fotó)

Az első párizsi kabaré a „Chat noir” (Fekete Macska) volt, Rodolphe Salis (azelőtt bűvész) kocsmája a Montmartre-on. Egy párizsi írókból, művészekből álló baráti kör saját szerzeményű alkalmi dalokkal, versekkel mulattatta egymást. Salis intézményesítette ezt a mulatságot. 1881-től az írók és művészek már közönség előtt léptek föl, bár többnyire honorárium nélkül. A „Chat noir” híres lett. 1885-ben új helyre költözött a kocsma és árnyjáték-színházzal bővült ki.
Salistól a vállalkozást Aristide Bruant vette át, aki saját dalait adta elő. Az kocsma új neve „Le Mirliton” lett, ami: „nádsíp” jelentésű, de „dilettáns versike” (vö. fűzfapoéta) értelme is van. Bruant a legközönségesebb káromkodások özönét zúdította a fejesekre, heves vádakkal illette az úri osztályokat, a szegények, munkások és bűnözők nyomorúságát énekelte meg. Amikor esténként berúgta az ajtót, így kiáltott: „Fogjátok be a pofátokat, barmok, ha én énekelni akarok!”.
A Chat noir és a Mirliton egy évtizeden át működött.

## A német kabaré

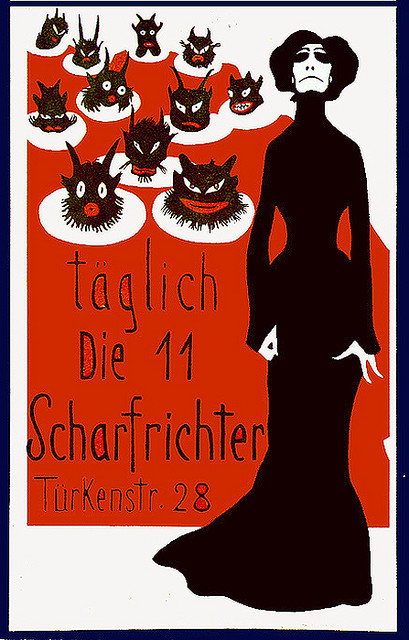
Müncheni kabaré plakátja 1901-ból; Marya Delvard sanzonénekesnő

1901-ben Berlinben Ernst von Wolzogen nyitotta meg irodalmi kabaréját. Ez volt az Überbrettl, az első német kabaré. Az Überbrettl kifejezés a nietzschei Übermensch parafrázisa; a brettli szó jelentése pedig a varietével volt azonos Dél-Németországban.
A német kabaré hamar népszerűvé vált, ugyancsak 1901-ben 32 vállalkozó kapott kabarényitásra engedélyt. Sokan ugyan egy-két év alatt tönkrementek, de a műfaj már virágzott. A kabarédalok az éjszaka, a nagyváros, az alvilág romantikáját énekelték meg, de gyorsan megjelent a társadalomkritika is:
Szentségit! Mondjátok meg nekünk,
Mért zabáltok, míg mi éhezünk?!
– Hans Hyan egy dalának refrénje
A müncheni kabaré a berlininél művészi értelemben igényesebb volt. A Simplicissimus című ellenzéki folyóirat szerzőiből került ki 1901-ben az első kabaré, az Elf Scharfrichter. Tizenegy, vörös talárba öltözött hóhér adta elő a prológust. A kabaréban Marya Delvard énekelt. Konferansziéja a Párizsból érkezett Marc Henry művésznevű fiatalember volt, aki egységes előadást volt képes rendezni a színpadi szereplőként amatőr fellépő költőkből, írókból.
Bécs első, bár rövid életű irodalmi kabaréját Felix Salten, a Bambi írója 1901-ben nyitotta meg.
A német kabaré miliőjét nagyszerűen ábrázolja a Kabaré című amerikai film.

## Ausztria
Az első bécsi kabarét Felix Salten, a Bambi írója „Jung-Wiener Theater Zum lieben Augustin” elnevezéssel nyitotta meg 1901-ben.

## Az angol kabaré

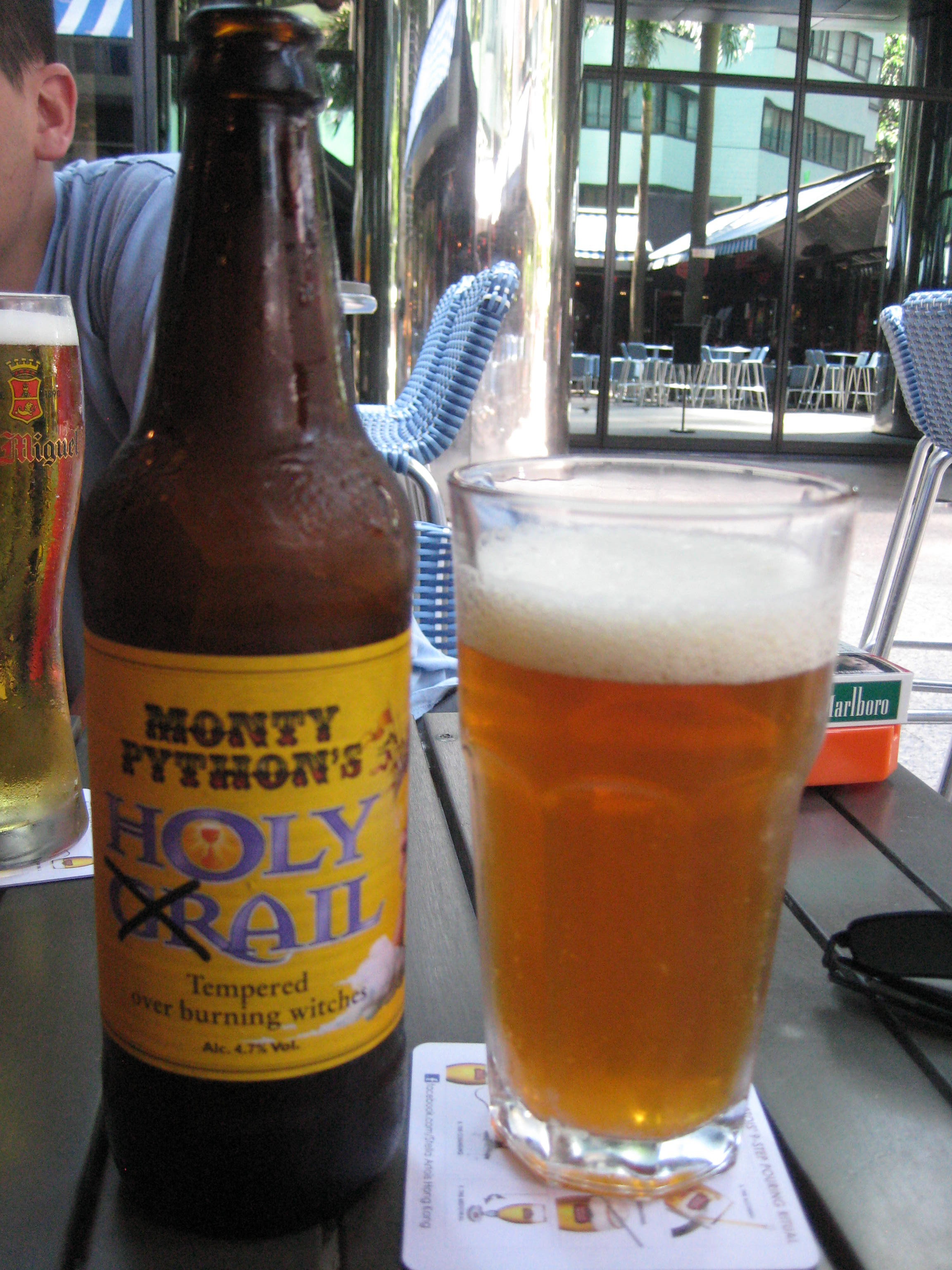

A legelső angol kabarét, a Cabaret Theatre Clubot Freda Strindberg nyitotta meg Londonban, 1912-ben.
Korunk külföldön legismertebb kabaréfigurái: a Monty Python, Benny Hill, Mr. Bean (Rowan Atkinson).

## Az orosz kabaré
Az első jelentős pétervári kabarét egy Kugel nevű színikritikus hozta létre a Színházi Klubban 1908-ban. Ez volt a Görbe tükör (Кривое Зеркало). Főleg színházi paródiákkal szórakoztatta a vacsorázó asztaloknál helyet foglaló közönséget. A Kóbor kutya (Бродячая собака) nevű kabaré 1911-ben nyílt meg egy pincében. Híressé vált művészek váltak szerzőivé, a rendező Nyikolaj Petrov, a díszlettervező Fomin. Írók, költők, zenészek, müvészek látogatták: Blok, Ahmatova, Mandelstam, Gumiljov, Alekszej Tolsztoj, Prokofjev, Mejerhold...
A moszkvai kabaré a Művész Színházból nőtt ki Denevér (Летучая мышь) néven 1908-ban. A logójaként használt denevér a Művész Színház sirályának paródiája volt. Nyikolaj Jefimovics Efrosz színikritikus hozta létre egy pincehelyiségben, kezdetben mint színházi klubot. Volt egy kis színpaduk, ahol hamarosan paródiákat, kuplékat, szatírákat, bökverseket adtak elő.
Az orosz esztrádszínpadokon, majd a televíziók segítségével rengeteg kabaréművész és együttes vált tartósan népszerűvé (Arkagyij Rajkin, Szemjon Altov , Mihail Zsvanyeckij , Vagyim Zsuk stb.).

## A magyar kabaré
„Pesten illedelmesen duruzsoltak a kabarékban. Inkább irodalmat, mint kabarédalt. Solti Hermin némileg kivétel pajzán dalaival. Rettenetes malacságokat énekelt ártatlan arccal, mintha nem tudná, mit mond a szöveg. Adynál pedig erősebb sikere volt Weiner Istvánnak, aki megköltötte az elpusztíthatatlanul eleven pajzánságot Pallay Rózsi szájára.” (Molnár Gál Péter)
Ó, Lőwinger, ó, Lőwinger,
Oly nagy benned a lőinger.
Kinek nem jó a fegyvere,
Ne hencegjen vele!
(Weiner István: Oh, Löwinger!, 1908)
Ha bíborfényben jő az alkony,
a hegyre ráfekszik a Nap.
Míg csend honol a tengerparton,
a vízre ráfekszik a hab.
Virágra ráfekszik az illat,
az égre ráfekszik a csillag,
csak énrám nem – mosolyog senki...
(Kellér Dezső: Bánatos leányka dala)

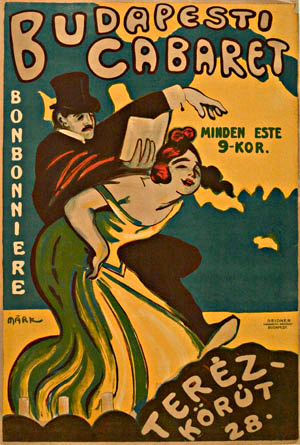
Márk Lajos grafikája

Az első magyar nyelvű kabaréelőadást 1901-ben játszották a Tarka Színpadon. A Tarka színpadnak írt: Molnár Ferenc, Herczeg Ferenc, Heltai Jenő, Ady Endre, Babits Mihály, Kosztolányi Dezső, Juhász Gyula, Kemény Simon, Karinthy Frigyes, Móricz Zsigmond, Gárdonyi Géza, Szép Ernő, Harsányi Zsolt is, míg zenét Bartók Béla, Kodály Zoltán, Weiner Leó, Reinitz Béla és a később világhírűvé vált operettkomponisták közül nem egy.
A következő kabarét 1907-ben egy ismeretlen vidéki színész, nótaszerző Kondor Ernő nyitotta meg. Ez volt a nagykörúti Royal Orfeum elődjeként a Bonbonnière. A francia gyökerű szórakoztató és varietéműfajból eredeztethető humoros közéleti előadásokat Nagy Endre író, a „Bonbonnière” konferansziéja, 1907 és 1912 között honosította és emelte irodalmi színvonalra.
Fogadalmat tettem magamban, hogy ezt a megalázott, meggyalázott kabarét fölemelem a megbecsült művészetek színvonalára.
A pesti kabaré a későbbiekben is foglalkoztatta az értékes magyar írókat, költőket. Legjelentősebb szerzői: Heltai Jenő, Molnár Ferenc, Karinthy Frigyes, Szép Ernő, Kellér Andor, Gábor Andor, Békeffi István, Vadnay László; a II. világháború után Kellér Dezső, Darvas Szilárd, Brachfeld Siegfried, Gádor Béla, Komlós János, Ősz Ferenc, Farkasházy Tivadar, Galla Miklós stb. voltak.
A korabeli budapesti színházakban és mulatókban hamar népszerűvé vált. (például: Kedélyes Színház, a Modern Színház Cabaret és az Intim Színház) A műfaj keretein belül az egyik legismertebb, a Vadnay László ötletéből született Hacsek és Sajó duót például 1929 óta játsszák.
Később Medgyaszay Vilma került a Bonbonniére élére és vele a sanzon műfaja is megjelent hazai színpadon.
A két világháború közötti pesti kabaréban a bátor politizálást Békeffi László vitte a legmesszebbre, a negyvenes években már a nácizmust is nyíltan támadva.
A második világháború utáni kabaré szerzői Nóti Károly, Kellér Dezső, Tabi László, Király Dezső, Darvas Szilárd, Brachfeld Siegfried, Gádor Béla, majd Szilágyi György (a remekmívű Hanyas vagy? alkotója), Romhányi József (a rímhányó), és még jó néhányan voltak. Az állandó kabarészínház a Vidám Színpad a Nagykörúton, később a Mikroszkóp Színpad volt (amit Komlós János alapított és vitt sikerre).

### Rádiókabaré
A kabaré fokozatosan került át a rádió műsorainak repertoárjába és ezzel párhuzamosan indult növekedésnek a politikai tematikájú produkciók aránya.
A rádiókabaré első korszaka az 1925 és 1943 közötti évekre tehető. 1927-ben Petőfi születésnapjáról szóló énekes jelenetet, 1928-ban Zilahy Lajos drámai játékát sugározták szilveszterkor. 1929-től már többórás kabaréműsort adtak éjfélig vagy éjjel 2-ig. 1936-ban Kacagóversenyt rendeztek, 1949-ben pedig Örkény István szerkesztett egy Kancsal Parnasszusz c. műsort.
A rádiós kabaréműfaj aranykora az 1960-as 1970-es évekre tehető. Az 1963-ban létrejött kabarérovat élén Marton Frigyes, Szilágyi György és Kaposy Miklós állt. 1974-ben az 1969-ben indult Kabarészínház szerkesztősége meghirdette az I. Humorfesztivált. 1985-ben Farkasházy Tivadar vette át a havi bemutatók folytatását. A rendszerváltás némi zűrvazart hozott itt is, aztán a rádiókabaré magára talált. Az évek során jöttek-mentek az emberek a rádiókabaré szerkesztőségében: 1990-ben távozott Verebes István és jött Fábry Sándor, Déri János, Selmeczi Tibor. 2007-ben a szerkesztői gárdát lecserélték. Azóta megnőtt a stand-up comedy dominanciája.
Az 1956 utáni Rádiókabaré lelke, szerkesztője, mindenese Marton Frigyes volt. A Rádiókabaré rengeteg szerzőnek és színésznek nyújtott munkát és népszerűséget. Szinte mindenki szerepelt a magyar színházművészet nagyjai közül. Jelentős konferanszíévá vált a fiatalon elhunyt Ősz Ferenc, Verebes István, vagy kabarészerzővé (is) Kern András. A Rádiókabaré humorfesztiváljai pedig új szerzőket és humoristákat tettek ismertté: Farkasházy Tivadar, Sinkó Péter, Boncz Géza, Markos György, Nádas György, Nagy Bandó András, Maksa Zoltán, Galla Miklós, Éles István, Bach Szilvia, Bagi Iván, Nacsa Olivér, Kőhalmi Zoltán, Litkai Gergely...

## A konferansz és a konferanszié

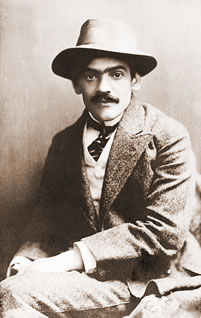
Nagy Endre

A konferansz humoros műsort bevezető, illetve annak műsorszámait összekötő szöveg, amelyet a konferanszié ad elő, aki esetenként a konferansz szerzője is.
A konferansz a kabaré tengelye. A lazán összefűzött jeleneteket, dalokat a konferanszié összekötő szövege tartja egyben. A szöveg egységes szerkezetet, tartalmat, stílust, tartalmat ad a műsornak. Nagy Endre, akit a magyar kabaré atyjának neveznek, gyakran improvizáló konferanszié volt, szellemesen, csípősen reagált a közönség hangulatára, beszólásaira. Lényegében minden további konferanszié az ő nyomdokain haladt. Kellér Dezső szívesen és önironikusan hasonlította össze magát vele.
A stand-up comedy (nagyjából ez a magyar dumaszínház is) a konferanszból nőtt ki, vált önálló előadássá. A kabaré eltűnt, a csupasz konferansz maradt meg belőle.

## Mai híres kabarék

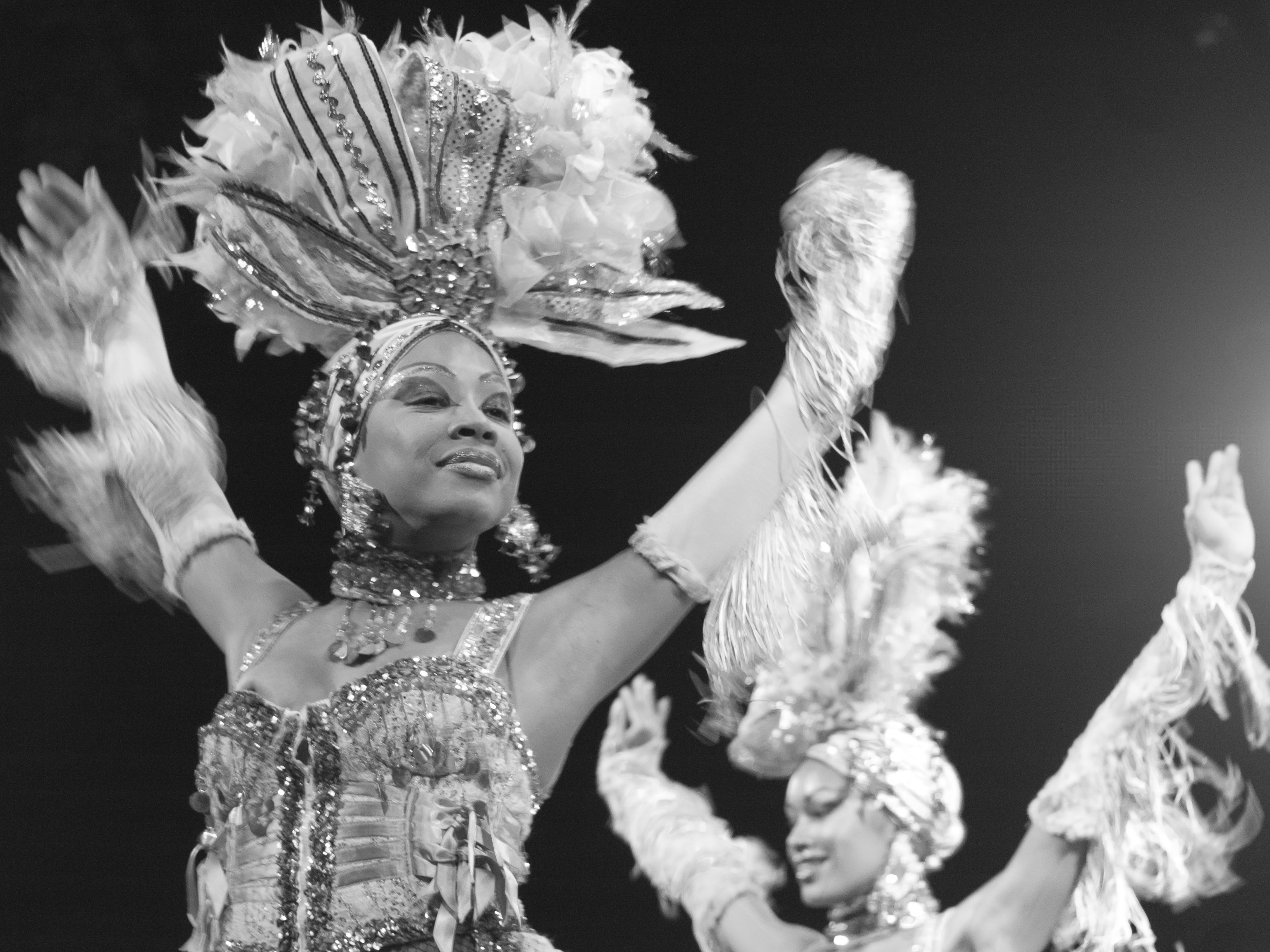
Tropicana, Havanna

- A krakkói Piwnica pod Baranami 1956-ban nyílt meg. Piotr Skrzynecki színész, rendező, író alapította. Jellemzője volt az állandó improvizáció. A meghívott vendégek közt volt például Andrzej Wajda, Sławomir Mrożek, Czesław Miłosz is. Krzysztof Komeda triója zenélt a kabaréban.
- U Fleků (a sörözőben), Prága
- Café Carlyle, Feinstein's, 54 Below, The Metropolitan Room, Don't Tell Mama, New York
- Le Lido, Moulin Rouge, Le Lapin Agile, Párizs
- Cabaret Voltaire, Zürich
- Tropicana Club (en), Havanna
- Wildflower Cabaret, Loveland, Colorado
- Cabaret Red Light, Philadelphia, Pennsylvania
- El Mocambo, Toronto, Ontario, Canada
- Metro Chicago, Chicago, Illinois
- The Butterfly Club, Melbourne, Australia
- Slide Lounge, Sydney, Australia
- Playhouse Theater, Bangkok, Thailand
- Piwnica pod Baranami, Krakkó
- The Dresden Dolls; musical duo from Boston – dark cabaret

|  |  |  |  |